# Edmar Araújo
Edmar Oliveira Araújo, mais conhecido apenas como Edmar (Fortaleza, 6 de novembro de 1947), é um ex-futebolista brasileiro que atuava como volante.
É o jogador com mais partidas atuando pelo Ceará, com 591 jogos.

## Carreira
Aos 17 anos, ingressou nas categorias de base do Ferroviário e em 1966, se firmou como titular. No Campeonato Cearense de 1968, foi campeão invicto, sendo titular absoluto em toda a campanha.
No fim da temporada de 1970, foi contratado pelo Ceará.
Dono absoluto da camisa cinco, entrou em campo inúmeras vezes contundido, sob efeito de infiltrações, antibióticos e outros medicamentos permitidos à época pela legislação desportiva, sacrificando a própria saúde.
Ficou no Ceará até 1980, onde participou do bicampeonato estadual de 1971 e 72 e do tetra-campeonato entre 1975 e 78, sendo o capitão.
No Guarani, depois de disputar o Campeonato Paulista de 1980, sagrou-se campeão da Taça de Prata de 1981. Ficou no clube por duas temporadas.
Em 1983, voltou ao Ceará e novamente saiu, desta vez para o Treze, onde foi líder e capitão.
Passou ainda por Criciúma e Calouros do Ar, onde parou em 1986.

## Títulos
Ferroviário
- Campeonato Cearense: 1968

Ceará
- Campeonato Cearense: 1971, 1972, 1975, 1976, 1977, 1978

Guarani
- Campeonato Brasileiro - Série B: 1981[6]